# Vitis lanceolatifoliosa
Vitis lanceolatifoliosa är en vinväxtart som beskrevs av Chao Luang Li. Vitis lanceolatifoliosa ingår i släktet vinsläktet, och familjen vinväxter. Inga underarter finns listade i Catalogue of Life.